# ViXra
viXra — электронный архив, специализирующийся на неортодоксальной и маргинальной науке. Он был создан физиком Филипом Гиббсом в качестве альтернативы доминирующей службе arXiv, управляемой Корнельским университетом. Его название происходит от arXiv, написанного наоборот.

## Описание
viXra стремится охватить широкий круг тем; он принимает заявки, не требуя от авторов академической принадлежности, без каких-либо ограничений по качеству. Электронные принты на viXra сгруппированы в семь категорий: физика, математика, информатика, биология, химия, гуманитарные науки и другие области. Кто угодно может размещать что угодно на viXra, при этом внутренние правила запрещают «вульгарный, клеветнический, плагиат или опасно вводящий в заблуждение» контент. В результате сайт имеет специфичную репутацию. Физик ’т Хоофт, Герард указывал, что «Когда статья публикуется в viXra, это обычно означает, что она вряд ли будет содержать приемлемые результаты. Может, но шансы на это весьма велики.»
Изначально архив создавался для исследователей, которые считали, что их препринты были несправедливо отклонены или реклассифицированы модераторами arXiv. По состоянию на 2013 год у него было более 4000 препринтов, а в декабре 2020 года их количество выросло до 36 321 шт.

## Рекомендации
1. 1 2  «What’s arXiv spelled backwards? A new place to publish Архивная копия от 1 декабря 2011 на Wayback Machine». Nature News Blog. 16 July 2009.
2. ↑  ViXra.org open e-print archive. viXra.org. Дата обращения: 22 августа 2011. Архивировано 6 мая 2022 года.
3. ↑  Becker, Kate (27 октября 2016). What Counts as Science?. Nautilus. Архивировано 13 января 2022. Дата обращения: 28 ноября 2017.
4. ↑  Reyes-Galindo, Luis (29 апреля 2016). Automating the Horae: Boundary-work in the age of computers (PDF). Social Studies of Science (англ.). 46 (4): 586–606. arXiv:1603.03824. Bibcode:2016arXiv160303824R. doi:10.1177/0306312716642317. PMID 28948871. Архивировано (PDF) 19 июля 2018. Дата обращения: 1 января 2021.
5. ↑  't Hooft, Gerard. The importance of recognising fringe science. Institute for Theoretical Physics, Utrecht University (15 ноября 2017). Дата обращения: 28 ноября 2017. Архивировано 31 декабря 2019 года.
6. ↑  Cartwright, Jon (15 июля 2009). Fledgling site challenges arXiv server. Physics World. 22 (8): 9. Bibcode:2009PhyW...22h...9C. doi:10.1088/2058-7058/22/08/14. Архивировано из оригинала 6 ноября 2011. Дата обращения: 16 января 2015.
7. ↑  Philip E. Gibbs. A Good Year for viXra (англ.) // Prespacetime Journal. — 2013-01-29. — Vol. 4, iss. 1. — ISSN 2153-8301. Архивировано 19 июня 2020 года.